# Corendon Airlines
Corendon Airlines (được thành lập với tên Turistik Hava Taşımacılık A.Ş.) là một hãng hàng không của Thổ Nhĩ Kỳ có trụ sở tại Antalya và trụ sở tại Sân bay Antalya.
Corendon Airlines là một phần của Tập đoàn Du lịch Corendon.

## Lịch sử hoạt động
Corendon Airlines, được thành lập năm 2004 với các chuyến bay bắt đầu hoạt động từ tháng 4 năm 2005, là hãng hàng không quốc tế vận chuyển khoảng 6 triệu hành khách mỗi năm. Công ty Corendon Dutch Airlines được thành lập vào năm 2011 và công ty chị của Malta là Corendon Airlines Europe được thành lập vào năm 2017.

## Tuyến bay
Corendon Airlines khai thác các chuyến bay từ 145 sân bay tại hơn 40 quốc gia; chủ yếu là Đức, Hà Lan, Bỉ, Thụy Sĩ, Áo, Ba Lan, Israel, Ai Cập, Tây Ban Nha, Ý, Pháp, Iran, Bồ Đào Nha, Cộng hòa Séc, Bắc Macedonia, Romania và các nước Scandinavi với điều lệ đầy đủ, điều lệ chia tách, điều lệ phụ, và các mô hình kinh doanh cho thuê ướt.
Corendon Airlines sử dụng nhiều sân bay để đặt máy bay của mình ở nhiều quốc gia. Bên cạnh Antalya, Izmir và Kayseri ở Thổ Nhĩ Kỳ, hãng hàng không còn đặt máy bay ở Hannover, Cologne, Munster và Nurnberg ở Đức. Vào năm 2021, Corendon Airlines đã bổ sung ba căn cứ mới ở châu Âu: Dusseldorf ở Đức, London ở Vương quốc Anh và Basel ở Thụy Sĩ.

## Đội bay

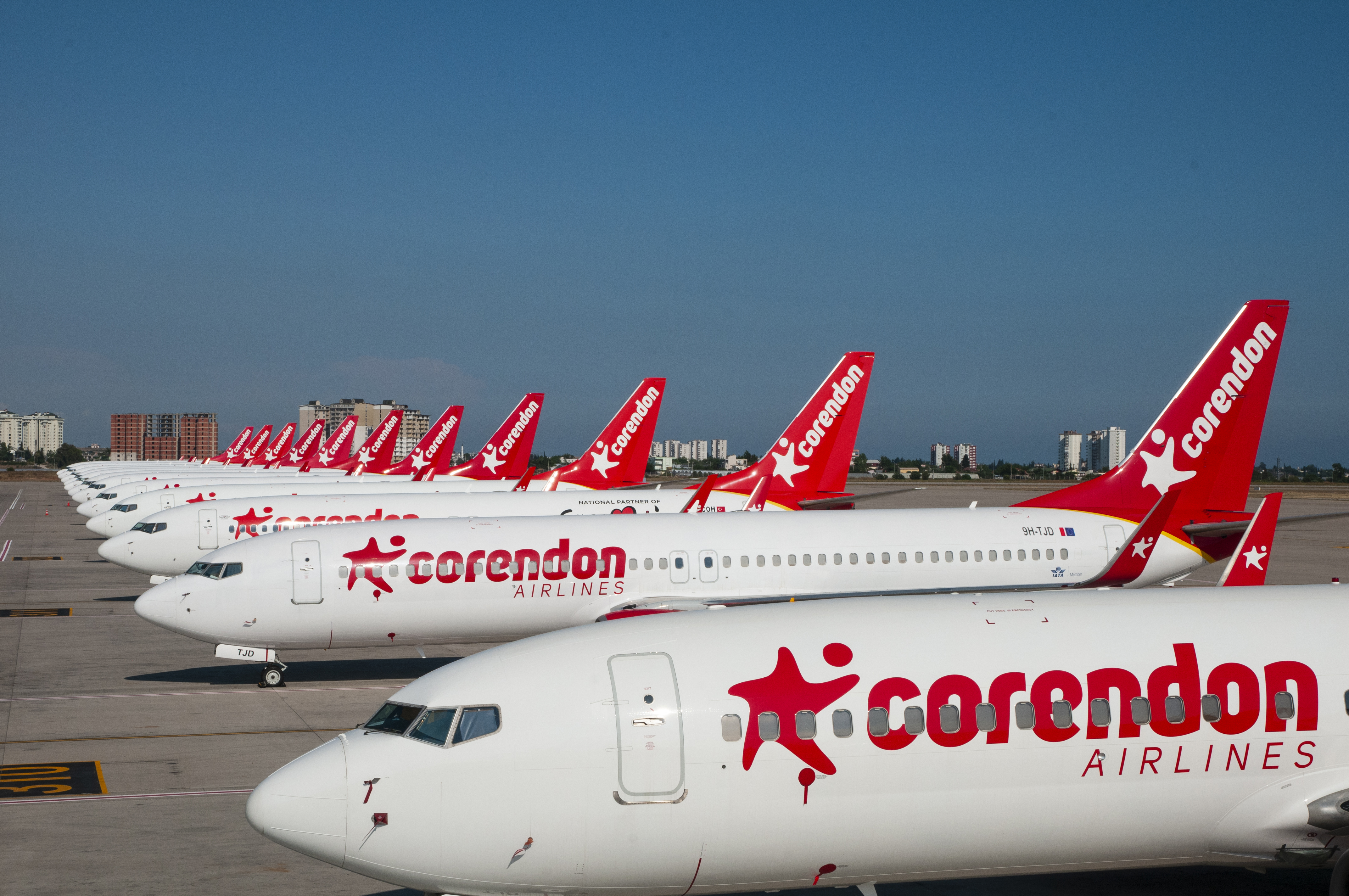
Boeing 737-800

Tính đến tháng 1 năm 2023:
| Máy bay          | Đang hoạt động | Đặt hàng | Hành khách | Ghi chú                          |
| ---------------- | -------------- | -------- | ---------- | -------------------------------- |
| Airbus A320-200  | 3              | —        | 180        | Thuê ướt từ BH Air               |
| Airbus A320-200  | 1              | —        | 180        | Thuê ướt từ Danish Air Transport |
| Airbus A320-200  | 1              | —        | 180        | Thuê ướt từ GetJet Airlines      |
| Airbus A320-200  | 1              | —        | 180        | Thuê ướt từ Malta MedAir         |
| Airbus A321-200  | 1              | —        | 198        | Thuê ướt từ Danish Air Transport |
| Airbus A330-300  | 1              | —        | 307        | Thuê ướt từ Airhub Airlines      |
| Boeing 737-800   | 14             | —        | 189        |                                  |
| Boeing 737-800   | 1              | —        | 189        | Thuê ướt từ AirExplore           |
| Boeing 737-800   | 1              | —        | 189        | Thuê ướt từ Go2Sky               |
| Boeing 737 MAX 8 | 6              | 3        | 189        | Thuê ướt từ SpiceJet             |
| Tổng cộng        | 30             | 3        |            |                                  |

## Tai nạn và sự cố
- Ngày 2 tháng 10 năm 2010, một chiếc Boeing 737-400 của Corendon đã chạy quá đường băng 22 tại Sân bay Amsterdam Schiphol và bị dính bánh răng ở mũi sau chuyến bay từ Dalaman.
- Ngày 14 tháng 10 năm 2012 ,chuyến bay 733 của Corendon Airlines khai thác bằng chiếc Boeing 737-800 khai thác chặng bay Antalya và Trondheim đã bị tổn thất thân tàu sau khi máy bay bốc cháy trong quá trình đẩy lùi từ cổng nhà ga. 27 hành khách bị thương trong quá trình sơ tán. Nguyên nhân được xác định là do chập điện trong bảng điều khiển buồng lái của cơ trưởng gần bình dưỡng khí.